# Vadonia hirsuta
Vadonia hirsuta là một loài bọ cánh cứng trong họ Cerambycidae.